# Junípero Serra
Junípero Serra (Petra, Majorca, 24 november 1713 - San Carlos, Californië, 28 augustus 1784), geboren Miguel Jose Serra, bijgenaamd de Apostel van Californië was een Spaanse franciscaner missionaris die in het kustgebied van de tegenwoordige staat Californië de eerste missieposten stichtte en zendelingswerk verrichtte.
Serra trad in 1729 in bij de franciscanen in en liet zich Junípero noemen, naar een van de beste vrienden van Franciscus van Assisi. In 1749 vertrok hij in het kielzog van vele landgenoten naar Las Indias, zoals de Spanjaarden hun Amerikaanse koloniën noemden. Junípero ging eerst in Nieuw-Spanje (het tegenwoordige Mexico) aan de slag. In 1767 verbood de Spaanse koning Karel III de jezuïeten in Spanje en zijn koloniën. De orde had voordien dertien missieposten in Neder-Californië, die daarop aan de franciscanen werden toegewezen. Junípero werd benoemd tot algeheel overste. Later werd Neder-Californië echter als missiegebied toegewezen aan de dominicanen, terwijl de franciscanen opdracht kregen hun missiegebied naar Alta California te verleggen, verder naar het noorden, waar nog geen Europese nederzettingen lagen. In 1769 zond de Spaanse inspecteur-generaal José de Gálvez een expeditie onder leiding van kapitein Gaspar de Portolá naar het noorden met de opdracht het gebied tot een nieuwe kolonie te maken. Serra reisde met de expeditie mee over land naar Alta California. De eerste missiepost die hij in de nieuwe kolonie stichtte, was San Diego de Alcalá, nu kortweg San Diego. Daarop volgden missies in Monterey (1770), San Francisco (1776) en Santa Clara (1777). De missies werden verbonden door een camino real, een onverharde duizend kilometer lange weg die vanuit het zuidelijke San Diego langs de kust naar de noordelijk gelegen baai van San Francisco liep.
Paus Johannes Paulus II verklaarde Serra in 1988 zalig. Tijdens zijn bezoek aan de Verenigde Staten in september 2015 verklaarde paus Franciscus Serra heilig. Zijn feestdag is op 1 juli. Hij is de patroon van Californië.